# Klima
Ved klimaet eller vejrliget forstås en oversigtlig beskrivelse over de svingninger i vejret (det daglige vejr), som foregår inden for en klimaperiode på 30 år (1871-1900, 1901-1930, 1931-1960, 1961-1990, 1991-2020 og således videre), og som plantevækst og dyreliv må tilpasse sig.

## Ordets oprindelse
Klima kommer af græsk (»hældning«) og blev af datidens geografer brugt om den hældningsvinkel, under hvilken solens stråler træffer jordens overflade. Efter hældningsvinkelens størrelse og efter den deraf afhængige varighed af den længste dag inddelte man jorden i klimabælter eller zoner, der til grænser havde de 24 parallelkredse, i hvilke den længste dags varighed er ½ time længere end ved den foregående, og de 6 parallelkredse, i hvilke den længste dag er henholdsvis 1, 2, 3, 4, 5 og 6 (polerne) måneder. Herved fik man hver af jordens halvkugler inddelt i 30 klimazoner således, at det første zone, nærmest ækvator, omfattede 8½ breddegrad, den 15. klimazone kun 1° (mellem 61° og 62° breddegrad), den 24. kun 3 minutter. Senere erkendte man, at en inddeling efter plantevækst gav et bedre billede af de enkelte steders klimaforhold, og derfor anvendes i dag sammensatte klima- og plantebælter som grundlag for jordens inddeling i naturgivne delområder.

## Klimaets bestanddele
Beskrivelsen af klimaet omfatter:
- temperaturen
- nedbørens art (regn, sne, hagl og så videre) og omfang (udtrykt i mm)
- luftfugtigheden
- lufttrykket
- vindens styrke og retninger.

Disse forhold beskrives med hensyn til gennemsnitlige størrelser, årsudsving og andre karakteristiske træk. Klimaangivelser er baseret på den seneste afsluttede 30-årige klimaperiodes vejrhistorie. På grundlag af disse beskrivelser er jorden inddelt i en række klimazoner. Ofte vises klimaet et givet sted grafisk ved et såkaldt klimadiagram, som på én og samme graf kan vise nedbørsmængde og temperaturudsving over året. Opstillingen er udviklet af Heinrich Walter, og det er i dag muligt at se diagrammer for mere end 8.000 målestationer fordelt over hele Jorden.

## Grundvilkår
Klimaet bestemmes af en række grundvilkår:
- Solindstrålingen, der giver Jorden dens energitilskud
- Varmetabet til rummet, afgivelse af energi ved varmestråling
- Jordaksens hældning, der betinger årstidsvariationen
- Variationen i Jordens omløbsbane, der er medbestemmende for istidscyklus'en
- Kontinentaldriften, som bestemmer fordelingen af hav og land
- Havnærhed, der regulerer udsving i temperatur p.gr.af vandets varmekapacitet
- Havstrømme, der omfordeler varme og kulde på kloden

Lidt forenklet sagt kan man sige, at solindstrålingen bevirker opvarmning af land og vand, der atter omsættes til afgivelse af varme til luften (luftens temperatur), hvilket afspejles i lufttrykket, der giver anledning til vinde, og som – sammen med luftens fugtighed og under hensyn til jordoverfladens beskaffenhed (terræn) – kan give anledning til større eller mindre nedbør. For planter og dyr er det den samlede helhed af disse forhold, der angiver det klima, de lever under.
Det bør dog siges, at klimaet ikke alene afspejles i de gennemsnitlige månedlige temperaturer og nedbørsmængder men nok så meget i antal dage om året, hvor fx temperaturen overstiger visse værdier eller der forekommer skydække. Det er disse tidsrums størrelser, der bestemmer hvilke planter, buske og træer, der kan trives et givet sted, og hvis sammensætning, vi kalder plantesamfund (hvis udbredelse vi udtrykker med ordet plantebælte).

## Makro-, meso- og mikroklima
Det kan være afgørende for forståelsen, at man skelner mellem tre lag i klimabeskrivelsen for en lokalitet:
- Makroklimaet er det overordnede klima, som meteorologerne kan regne sig frem til for et større område.
- Mesoklimaet er det stedlige klima i dets afhængighed af soleksponering, kystnærhed, afdræningsforhold, læ med mere.
- Mikroklimaet er det klima, den enkelte plante eller det enkelte dyr er udsat for helt nede i det nære miljø.

## Beskrivelsen af klimaet
Når man vil fastlægge og beskrive klimaet, tager man udgangspunkt i målinger foretaget over en hel klimaperiode på 30 år. Derved sikrer man sig, at mindre, såkaldt "tilfældige" udsving ikke påvirker resultatet af den gennemsnitlige variation over fx et år. De daglige (= i løbet af døgnet) og årlige (= hver dag i årets løb) foretagne målinger opsummeres over klimaperioden, og der beregnes en gennemsnitlig værdi, som bruges til beskrivelsen af klimaets egenart.

## Klima- og plantebælter
De gennemsnitlige størrelser og udsving heri, som de enkelte klimatiske komponenter udøver, veksler efter stedets beliggenhed. Således vil nærheden til ækvator (eller omvendt polerne) spille en rolle for temperaturen. Ligeledes spiller afstand til kysten en rolle, idet havet eksempelvis - alt andet lige - bidrager til at gøre temperaturudsvingene mindre (man skelner mellem kyst- og fastlandsklima), ligesom også terrænforholdene og terrænoverfladens højde over havet påvirker såvel temperaturen som nedbørsmængden og dennes fordeling.
Klimaet er én af de væsentligste grundbetingelser for et steds plantevækst og dyreliv. Som eksempel kan det nævnes, at Danmarks tempererede kystklima sætter vilkårene for den succession af vegetationer, der vil nå sit klimaks i form af blandet løvskov med lind (tilia) som det dominerende træ på de gode jorder og med eg (quercus) som det dominerende på de mere tørre, våde eller sure jorder. En bestemmende faktor for Danmarks klima er Golfstrømmen, som er en del af det globale thermohaline kredsløb. I det den varme Golfstrøm flyder mod nord, vil der ske en varmeafgivelse til atmosfæren ved fordampning, og den varme fugtige luft blæser ind over landet og bestemmer derved temperaturen og nedbøren.

## Klimaforandringer
Det er velkendt, at temperaturen svinger i løbet af døgnet og ligeledes, at vejret skifter i løbet af året. Imidlertid sker der også udsving i selve klimaet, det vil sige udsving af længere varighed end den 30-årige klimaperiode.
Klimaets langtidsforskydninger skyldes indflydelse fra solen og månen, der bevirker, at jordens omdrejningsakse ikke ligger helt fast, men beskriver en cirkel (præcesserer) i løbet af omkring 26.000 år; i løbet af samme periode flytter forårs- og efterårspunkterne (ækvators skæring med ekliptika) sig gennem dyrekredsens tegn. Nutationen er en slingren i jordaksen overlejret af den påvirkning, der skyldes, at påvirkningerne fra solen og månen er ude af takt med hinanden, idet månens baneplan hælder 5o mod ekliptikas plan; denne periode er 18,61 år. Da ekliptika og ækvator har to skæringspunkter, fremkommer perioden 18,62:2 = 9,3 år. Denne periode er særlig mærkbar ved Polhavet, hvor den er beregnet til 18,6133 år og den halve længde til 18,6133:2 = 9,30665 år, hvilket kaldes for en luna-periode.
Luna-perioden samvirker med årstiderne, idet de forrykker den biologiske årscyklus til skade eller gavn for plantevækst og dyreliv. Der sker således en svingning i den biologiske frodighed, hvilket kaldes en "eco-periode" (økologisk periode). I løbet af 698 år indtræder den 9,3-årige luna-periode 75 gange, men på grund af forskydningen gennem årstiderne giver det kun anledning til 72 eco-perioder. Dette kan udtrykkes således:
Luna-periode x 75/72 = Eco-periode, eller:
9, 30665 x 75/72 = 9,694427.
Eco-perioden på 9,694427 år er i virkeligheden en mikro-istid.
Klimasvingningerne lader sig således opdele i:
1. en langtidsperiode på ca 26.000 år (sammenlignelig med istider og mellemistider)
2. en 697,99875-årig periode, skiftende mellem forholdsvis svag sommer-bevægelse i drivisen og forholdsvis stærk sommer-bevægelse i drivisen,
3. med samme mellemrum men beliggende midt mellem toppunkterne i drivis-bevægelserne perioder med klimatisk-økologisk ligevægt.[5]
4. en 116,333125-årig periode, kendetegnet ved to større nedbørsperioder, henholdsvis påvirket nordfra og sydfra, hvilke virker til gavn for plantevækst og planteædende dyr, idet sidstnævnte påvirkes med halve tidsmellemrum (fra et yderpunkt med forholdsvis stor nedbør over mellempunktet med forholdsvis ringe nedbør til yderpunkt med forholdsvis megen nedbør).[6]
5. en luna-periode på 9,30665 år (svarende til eco-periode eller mikro-istid på 9,694427 år).

Inddelingen kan nuanceres yderligere, og det kan påvises, hvorledes de ulige perioder påvirker ulige dele af de klimatiske dele, hvilket atter påvirker betingelserne for plantevækst og dyreliv. Det kan yderligere påvises, at der er sammenfald mellem sådanne perioder og udviklingen af de store menneskelige kultursamfund.
Klimaændringer siden begyndelsen af industrialiseringen i slutningen af det nittende århundrede har været genstand for mange undersøgelser og diskussioner. Hovedspørgsmålet er, om den globale opvarmning siden industrialieringen er menneskeskabt, om den er en naturlig udvikling af Jordens forhold eller en kombination af menneskeskabte og naturlige forhold.